# Rochester (motorfiets)
Rochester is een historisch merk van motorfietsen.
De bedrijfsnaam was: Motos Rochester, Gennevilliers, later Le Pré-St. Gervais.
Dit was indertijd een bekend Frans merk, dat motorfietsen met eigen tweetaktmotoren tot 173 cc leverde. De motorfietsen konden naar keuze van de klant met en zonder versnellingen en met ketting- of riemaandrijving geleverd worden. De productie begon in 1923 en eindigde in 1929.